# Opera Turbo
Opera Turbo — технологія, що стискає дані, які передаються браузерами Opera (починаючи з версії 10), Opera Mobile (починаючи з версії 10), а також будь-яким іншим браузером, створеним з використанням Opera Devices SDK. Технологія дозволяє збільшити швидкість завантаження вебсторінки за повільного інтернет-з'єднання.

## Принцип роботи
Принцип роботи технології полягає в тому, що дані передаються через стискаючий (до 80 %) проксі-сервер компанії Opera Software. Opera Turbo може працювати із будь-яким типом інтернет-з'єднання. «Opera Web Optimization Proxy» технологія, завдяки якій відбувається стискання, відрізняється від «Opera Binary Markup Language» (OBML), що використовується в Opera Mini, дозволяє демонструвати сайт без розмітки. Стисканню не підлягають JavaScript, AJAX та Flash, відеокліпи, SVG-графіка та GIF-анімація. Протоколи шифрування також не підлягають стисканню. Одним з недоліків цієї є сильне погіршення якості зображень та відсутність можливості налаштувати ступінь стискання.

## Історія розвитку
Вперше технологія була продемонстрована на виставці Mobile World Congress, що проходила з 16 по 19 лютого 2009 року, а перше лабораторне випробування 13 березня 2009 року разом з Opera 10 alpha.
27 березня 2009 року в Opera 10.00 Beta з'явилося діалогове вікно налаштувань роботи Opera Turbo. За бажанням користувач може використовувати режим Turbo, не використовувати або використовувати у тому випадку, якщо якість інтернет-з'єднання випадково погіршилась. Якщо інтернет-з'єднання достатньо швидке, Opera Turbo рекомендує користувачу вимкнути себе, оскільки у такому випадку значно зменшується швидкість завантаження сторінок.
У вересні 2009 року Росія очолила список країн з найбільшою кількістю користувачів Opera Turbo. У листопаді того ж року більше як 5 мільйонів користувачів скористались технологією Opera Turbo, завдяки чому було зафіксовано 60 % зростання у порівнянні з 3,2 мільйонами користувачів у попередньому місяці.
Починаючи з версії 11.10 растрова графіка стискається з використанням методу WebP замість JPEG, оскільки WebP використовує досконаліший алгоритм стискання, внаслідок чого зображення займає менше місця, залишаючись при цьому більш якісним.

## Цікаві факти
- З листопада 2012 року Opera Turbo використовується браузером Яндекс.Браузер (у версіях 1.1 та новіше)[9].